# Kanton Wechsungen
Der Kanton Wechsungen war eine Verwaltungseinheit im Distrikt Nordhausen des Departements des Harzes im napoleonischen Königreich Westphalen. Hauptort des Kantons und Sitz des Friedensgerichtes war Großwechsungen im heutigen thüringischen Landkreis Nordhausen. Das Gebiet des Kantons umfasste zwölf Orte im heutigen Freistaat Thüringen.
Zum Kanton gehörten die Ortschaften:

- Großwechsungen
- Großwerther mit der Schäferei Schate
- Günzerode
- Herreden
- Hesserode
- Hochstedt
- Hörningen
- Kleinwechsungen mit dem Vorwerk Flarichsmühle
- Kleinwerther
- Mauderode
- Salza
- Steinsee